# Bismarckturm (Apolda)
Der Bismarckturm in Apolda im thüringischen Landkreis Weimarer Land ist einer der zahlreichen Bismarcktürme, die Ende des 19. Jahrhunderts in ganz Deutschland und anderen deutschen Siedlungsgebieten zum Gedenken an den Reichskanzler Otto von Bismarck errichtet wurden. Er ist einer von 17 noch erhaltenen Bismarcktürmen in Thüringen. Der Turm befindet sich an der Bundesstraße 87 am nördlichen Stadtrand.

## Geschichte

### Gründung des Bismarck-Vereins
Der Bismarck-Verein Apolda wurde am 1. April 1897 gegründet. Er zählte 19 Gründungsmitglieder. Der Verein beschloss im Jahr 1899, auf der Mattstedter Höhe, direkt an der heutigen Bundesstraße 87, einen Bismarckturm zu errichten. Dieser Standort wurde von Anfang an vorgesehen, da der allgemeine Vorschlag galt, die Türme außerhalb der jeweiligen Ortslage sowie frei in der Landschaft und von weither sichtbar zu errichten. Das dazu nötige Baugelände war bereits zehn Jahre zuvor, im Jahr 1889, von den Erben des Strickwarenfabrikanten Christian Zimmermann zur Verfügung gestellt worden. Es liegt „dicht an der alten Heeresstraße nach Leipzig, zwischen Apolda und Niederroßla“. Der Verein wurde beim Bauvorhaben vom „Thüringerwald-Zweigverein Apolda“ unterstützt. Dieser spendete 500 Mark unter der Bedingung, das Bauwerk als Aussichtsturm zugänglich zu machen.

### Finanzierung
Um das Bauvorhaben ausführen zu können, führte der Verein im September 1900 verschiedene Spendensammlungen durch. Darin einbezogen waren auch die umliegenden Dörfer und Ortschaften Oberroßla, Niederroßla, Wormstedt, Pfuhlsborn, Wickerstedt und Eberstedt.

### Grundsteinlegung
Der Weimarer Architekt und Landbaumeister Adolf Günther wurde mit dem Entwurf des Turms beauftragt. Den Zuschlag für die Bauausführung erhielten die Maurermeister Karl und Adolf Hornbogen aus Apolda. Am 1. April 1902 fand die Grundsteinlegung für den Turm statt – Otto von Bismarck hätte an diesem Tag seinen 87. Geburtstag gefeiert. Aus diesem Anlass wurden mehrere Festreden gehalten, welche die Leistungen Bismarcks in der europäischen Politik in der 2. Hälfte des 19. Jahrhunderts aufzeigten. In den Grundstein wurde eine Glaskassette eingemauert. Sie enthielt die Bauzeichnung, ein Bild des Architekten, die Stadtchronik aus dem Jahr 1871 und eine Rede Bismarcks von 1888. Die Feierlichkeiten wurden von zahlreichen Festreden und Gesängen begleitet.

### Einweihung
Als großes Problem stellte sich die finanzielle Belastung heraus. Zwar erzielte der Bismarck-Verein Einnahmen durch den Verkauf von Postkarten und Ähnlichem, war jedoch auf die Spenden von Privatpersonen und Initiativen angewiesen. Deshalb erfolgte der tatsächliche Baubeginn erst am 1. April 1904, genau zwei Jahre nach der Grundsteinlegung. Am 5. September 1904 konnte dennoch mit einem großen Volksfest die Einweihung des Apoldaer Bismarckturms gefeiert werden. Die Verdienste der Bauleute wurden mit einer Rede im Apoldaer Rathaus geehrt. Anschließend führte ein Festumzug vom Marktplatz durch die Bahnhofstraße und die Buttstädter Straße zum Turm. An diesem Umzug beteiligten sich verschiedene Verbände, Vereine und Behördenvertreter. Die mit der Bauausführung beauftragten Maurermeister Adolf und Karl Hornbogen machten noch im Jahr 1906 ihre finanziellen Ansprüche geltend.

## Architektur
Der Apoldaer Bismarckturm ist knapp 24 Meter hoch und wurde mit einem quadratischen Grundriss von 6 × 6 Meter auf einer Terrassenanlage mit Stahlgeländer errichtet, die wiederum über eine Außentreppe zu erreichen ist. Von der Basis bis zur Turmspitze wird der Turm um etwa ein Drittel schmaler. Über eine Innentreppe mit 93 Stufen ist die Aussichtsplattform erreichbar. Den Abschluss bildet ein steinerner Zinnenkranz. In der Mitte der Plattform befindet sich auf einem Türmchen die Feuerschale, die einen Durchmesser von 2,5 Meter hat. In ihr konnte eine Mischung aus Holz und Teer in Brand gesetzt werden, womit bei einer Brenndauer von maximal drei Stunden eine Flammenhöhe von bis zu sieben Metern erreicht wurde.
Über dem Eingangsportal des Turms wurde ein Bismarckwappen sowie ein Bismarckrelief angebracht. An der Nord- und der Südseite wurden ein Relief mit Reichsadler und das Wappen des damaligen Großherzogtums Sachsen-Weimar-Eisenach angebracht. Nach dem Zweiten Weltkrieg wurden sowohl die Aufschrift an der Turmspitze, als auch das Bismarckrelief entfernt.

## Nutzung
Der Apoldaer Bismarckturm wurde ursprünglich als Aussichtsturm mit Feuerschale errichtet. Während des Zweiten Weltkriegs diente er zwischenzeitlich als Beobachtungsposten zur Luftsicherung. Anfang der 1970er Jahre enthielt der Turm Sende- und Empfangsanlagen für Antennenfernsehen und war damit für Besucher nicht mehr zugänglich. Er war erst ab 1974 wieder begehbar. Im Jahr 1994 musste er erneut aus bautechnischen Gründen gesperrt werden.
Seit dem Jahr 2004 ist er an den Wochenenden im Sommerhalbjahr wieder als Aussichtsturm geöffnet. Von der Aussichtsplattform reicht der Blick nach Süden über die ganze Stadt bis hin zu den Höhen der Ilm-Saale-Platte bei Vierzehnheiligen. In Richtung Nordosten sind der Finnerücken sowie die Eckartsburg erkennbar. In westlicher Richtung sieht man die Stadt Weimar mit dem Glockenturm der Gedenkstätte Buchenwald, bei guter Sicht sind auch die Konturen des Thüringer Waldes zu sehen.

## Ansichten

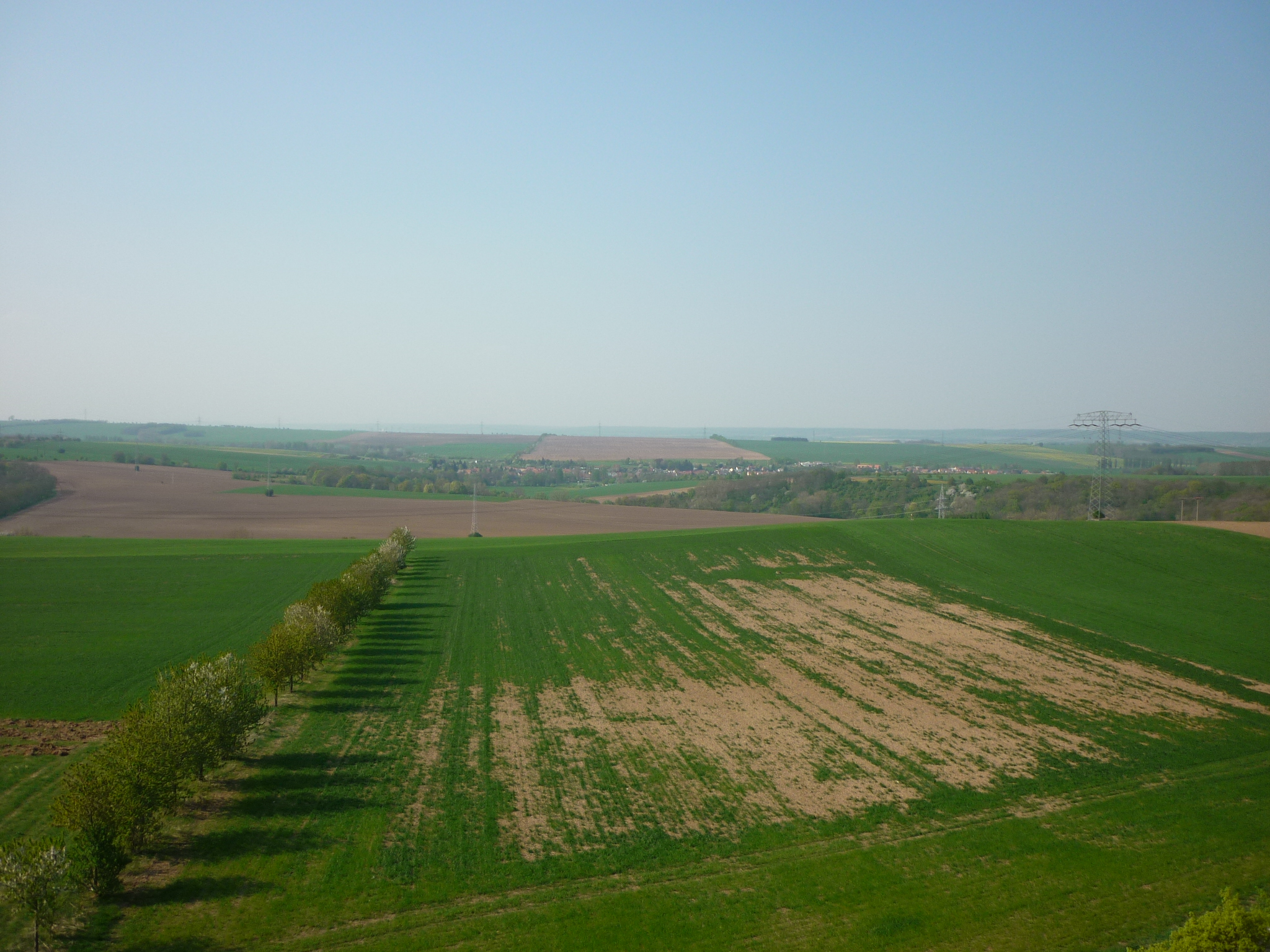
Blick in Richtung Norden
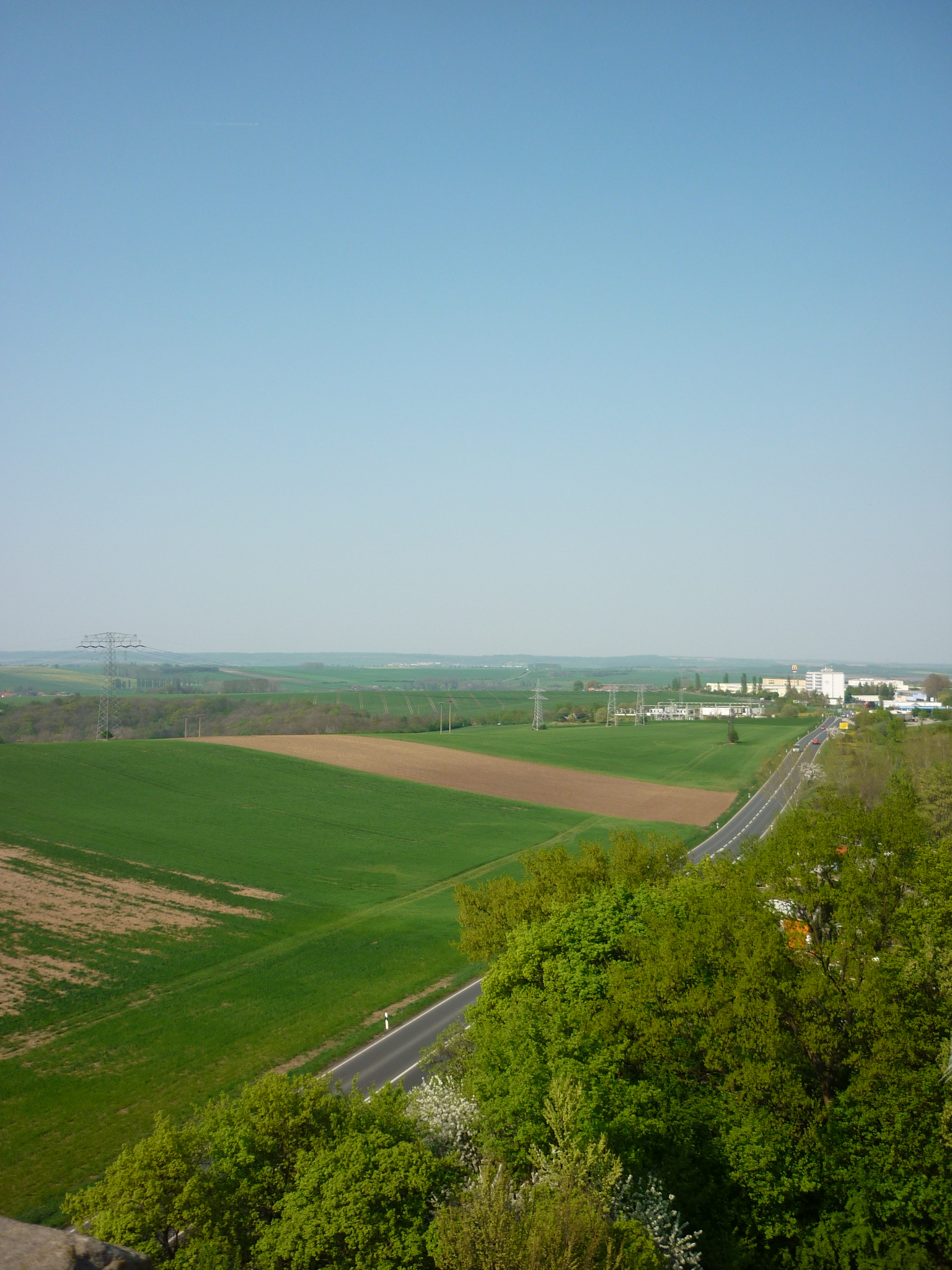
Blick in Richtung Osten
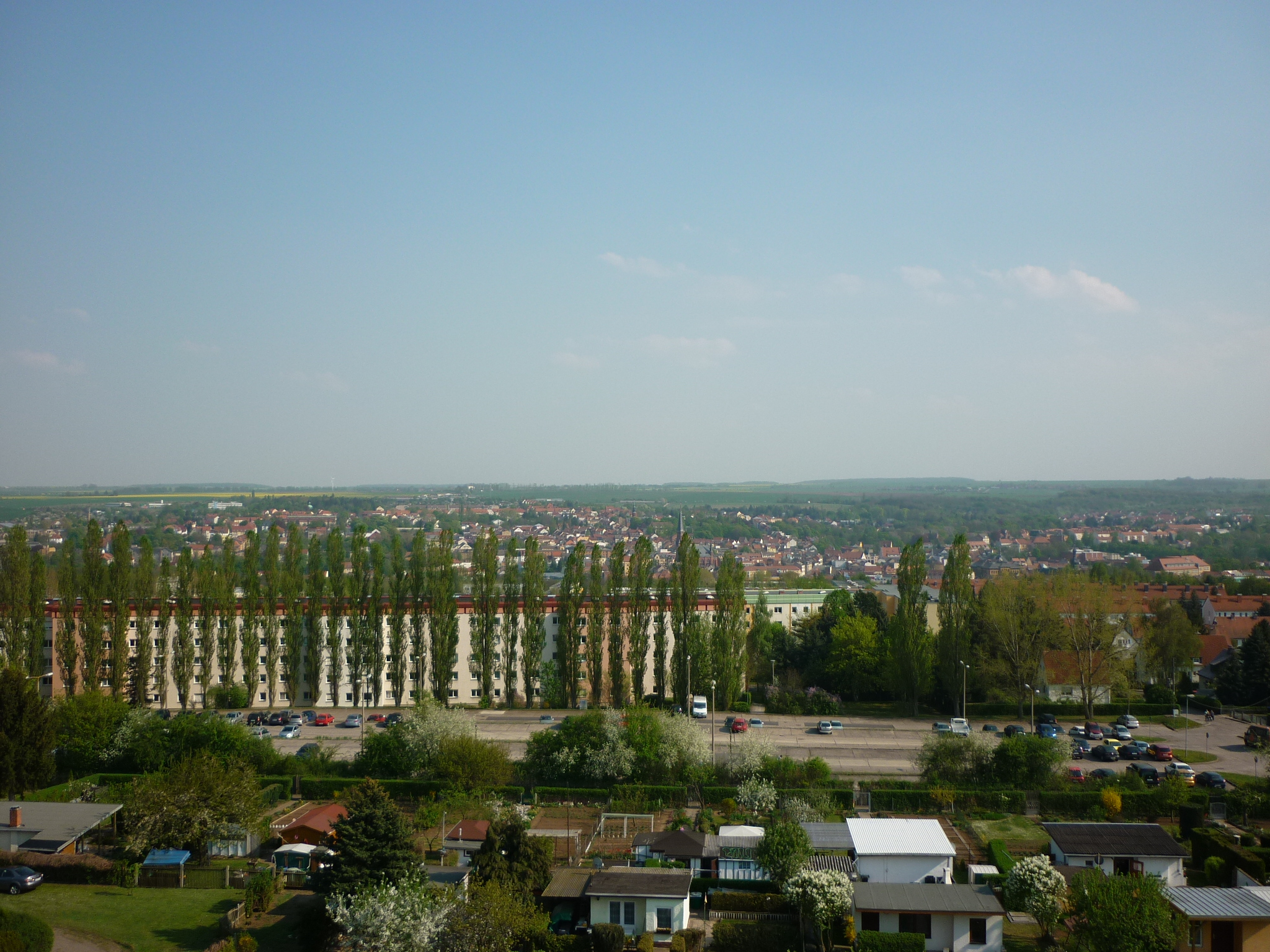
Blick über die Stadt in Richtung Süden
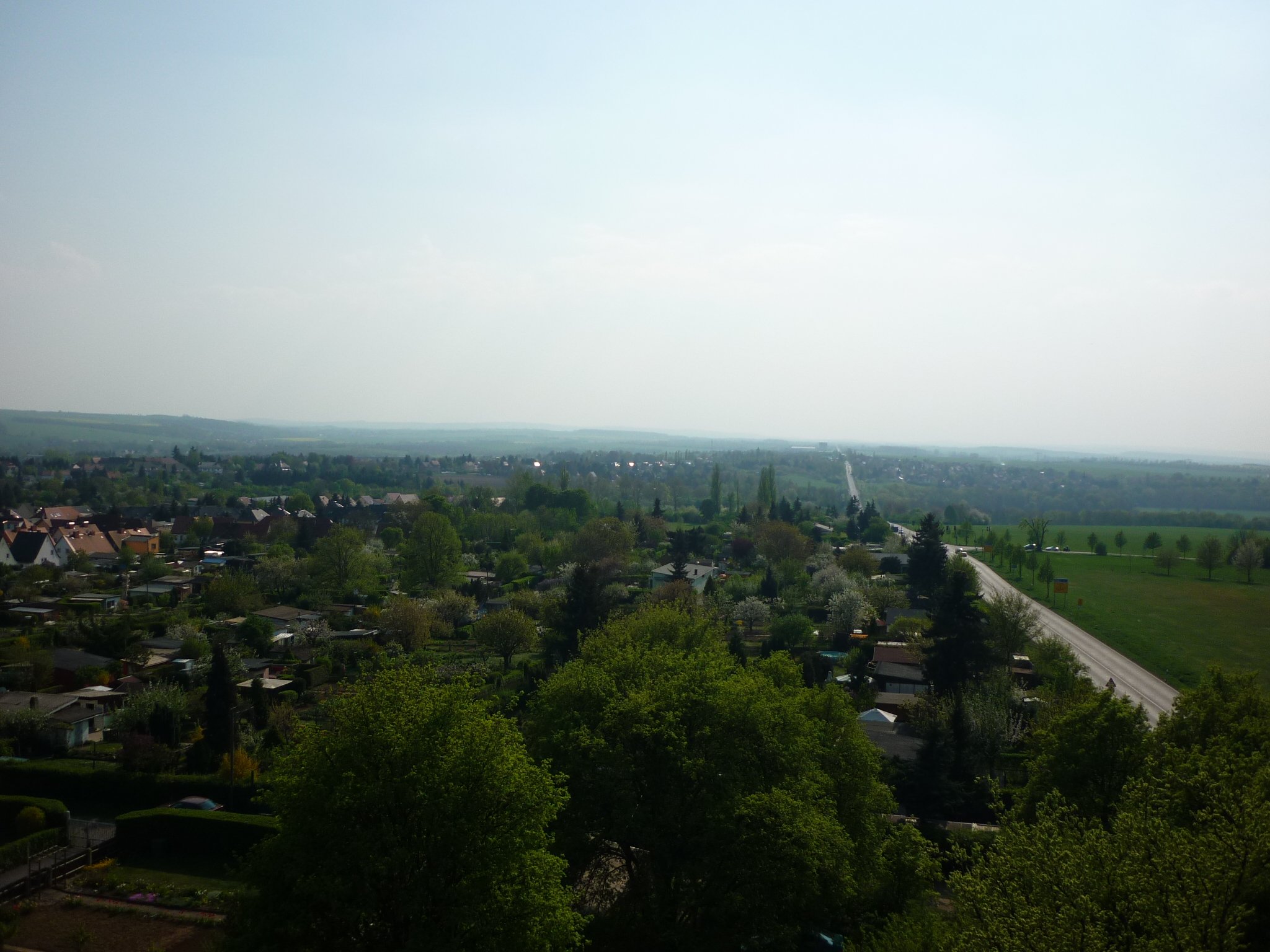
Blick in Richtung Westen
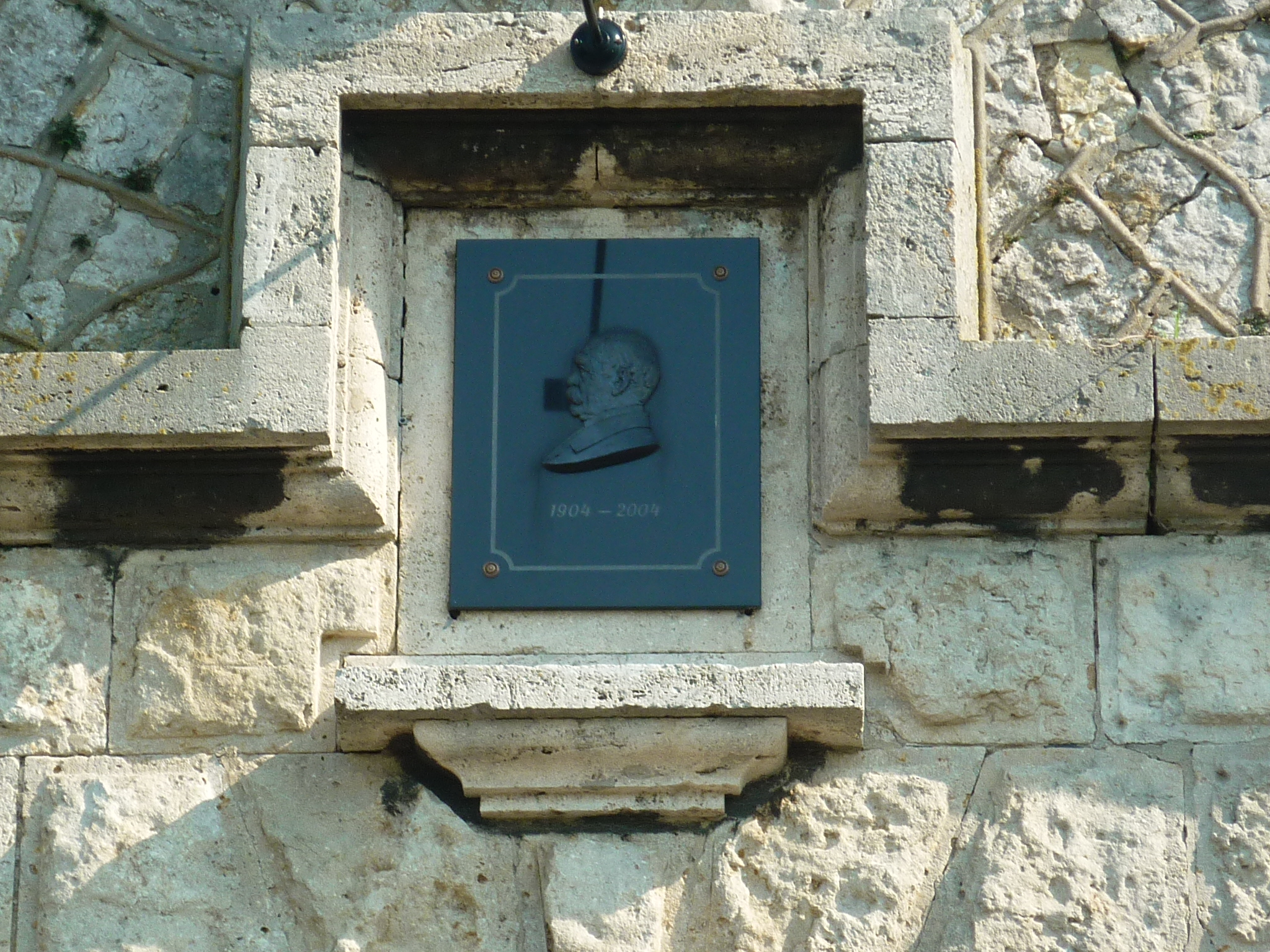
Porträtrelief Otto von Bismarcks
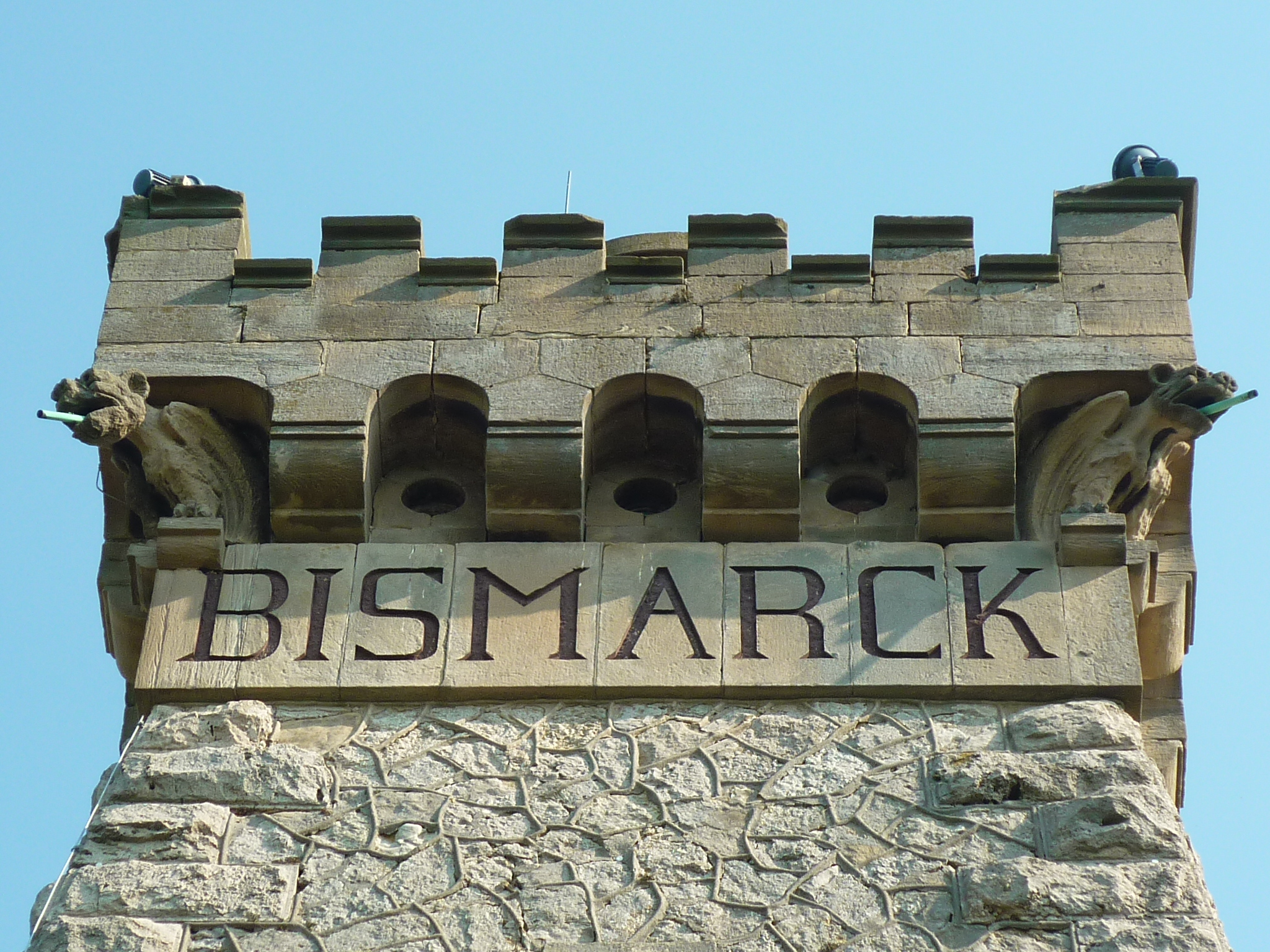
Schriftzug unterhalb der Aussichtsplattform
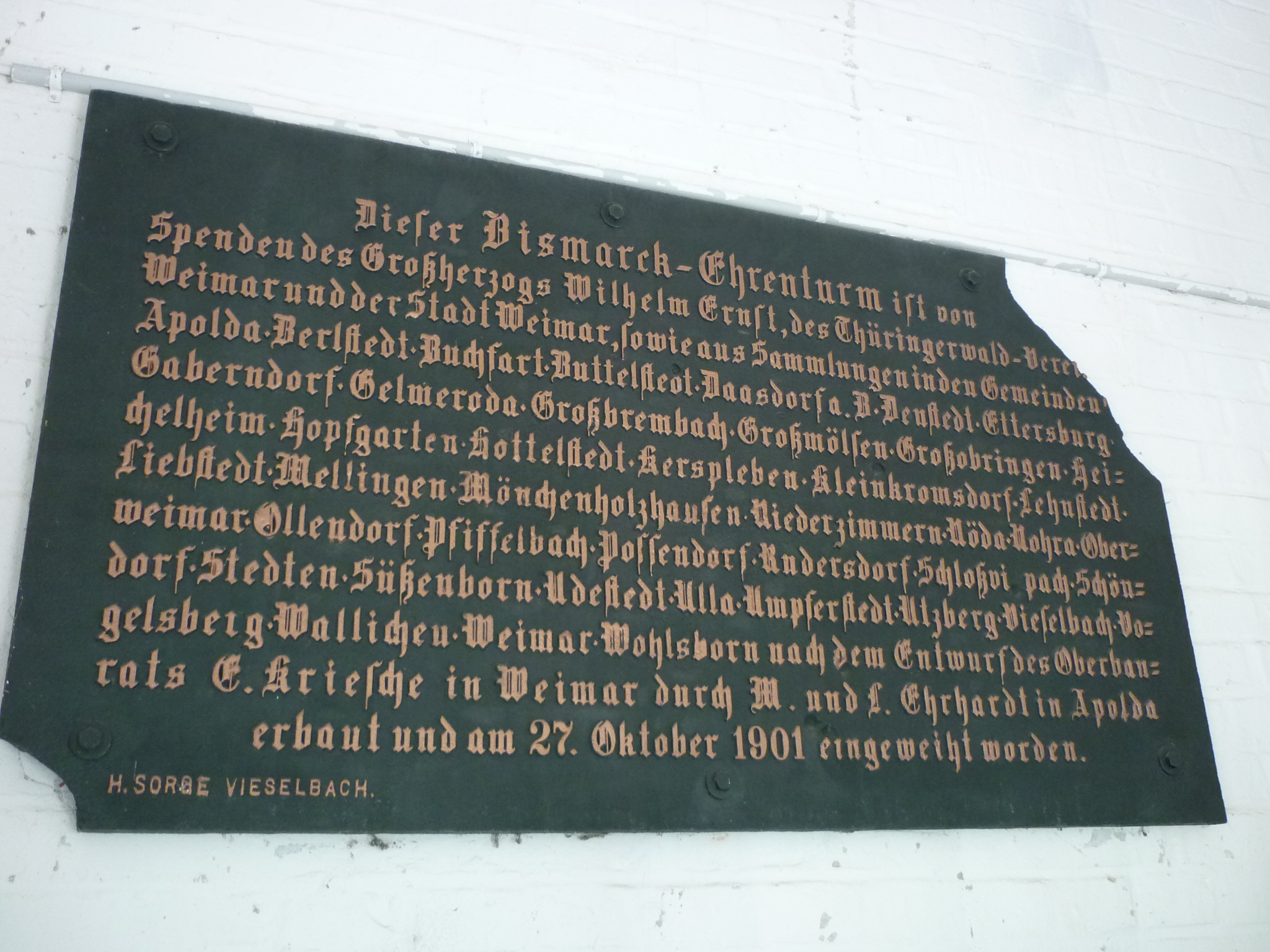
Gedenktafel beim Eingang